# Benitoíte
A benitoita ou benitoite, cujo nome deriva da localidade de San Benito County, na Califórnia, é um mineral silicatado de cor azulada. Este mineral apresenta fluorescência quando incidido por radiação ultravioleta.

## Usos
A raridade da benitoite faz dela um meio menor de obtenção de bário e titânio. O seu principal uso é como espécimen de coleção, especialmente quando os seus cristais estão bem delineados ou quando em mistura com os minerais habitualmente associados. A sua dureza também a faz ser utilizada como pedra preciosa.

## Minerais associados
- natrolite
- neptunite
- joaquinite
- serpentina
- albite

## Identificação
A benitoite é um mineral raro, encontrados em apenas algumas localidades, nomeadamente nos Estados Unidos da América e Japão. Encontrar um mineral de cor azul poderá ser um primeiro passo para a identificação mas outras características importantes deverão ser tidas em conta. Primeiramente, o hábito cristalino da benitoite é pouco usual. Os minerais associados também deverão ser analisados. A benitoite é normalmente encontrada em combinação com natrolite, joaquinite, neptunite, numa base de serpentinite de cor cinzenta esverdeada. A sua fluorescência também é usada para efeitos de identificação.